# オフォトフィヨルド
オフォトフィヨルド
（ノルウェー語: Ofotfjorden）は、ノルウェーのヌールラン県にあるフィヨルド。
北極圏に位置するノルウェー海の入り江である。
オフォトフィヨルドは長さ78キロメートル（48マイル）であり、ノルウェーのフィヨルドでは12番目の長さ、
最大深度は553メートル（1,814フィート）でノルウェーのフィヨルドでは18番目の深さである。
このフィヨルドはナルヴィクの町がフィヨルドの内岸にあるため、多くの歴史文書にてナルヴィクフィヨルドと呼ばれるが、正式な名称ではない。
フィヨルドは山々に囲まれており、フロスティセン氷河が見られるスクジョメン（Skjomen）では1,500メートル（4,900フィート）、
さらには1,700メートル（5,600フィート）に達するものもある。
唯一の大きな平野部はエヴェネスにあり、
フィヨルドの近くや狭い谷（ナルヴィク港や市内中心部があるナルヴィク半島）には小規模の平地がある。 
標高500メートル（1,600フィート）以下の山々は森に覆われており、
白樺が最も一般的であるが、松やポプラも生息している。
フィヨルド周辺の岩盤は、片麻岩や花崗岩などの硬い鉱物と、石灰岩が豊富な柔らかい鉱物の両方で構成されている。

## 名称
周囲のオフォテン地区は、オフォトフィヨルド（古ノルド語：Ofoti）に因んで名付けられた。
前半の要素の意味は明確となっておらず、後部の要素は「フィート」を意味する古ノルド語のfotrから派生したものである。
しかし、最も古い名称はUffotiであった可能性もあり、この場合では前半の要素は「ユーラシアワシミミズク」を意味するufrである。
オフォトフィヨルドの3つの内側の入り江は、フクロウの3つの爪から名付けられたとする説もある。

## 地理
オフォトフィヨルドは、ヌールラン県で最も長いフィヨルドであり、ノルウェー北部で4番目に長いフィヨルドである。
チェルスンとエヴェネスは北岸にあり、ナルヴィクはフィヨルドの東岸と南岸に位置する。
ロディンゲン（およびそのロフォーテン諸島を越えて）と大きなベストフィヨルデン（Vestfjorden）は、
オフォトフィヨルドの西南西に位置している。
いくつかの小さなフィヨルドの入り江が主となるフィヨルドから伸びている。
北西から時計回りに進むと、以下の入り江がある。
- ラムスンデット（実際には大きなTjeldsundetに接続する狭い海峡）
- ボーゲン（かなり広い湾）
- ヘルジャンスフィヨルド（これらの入り江の中で最も広い）
- ロンバケン（ロンバク橋を通る欧州自動車道路）
- ベイスフィヨルド（ベイスフィヨルド橋を通る欧州自動車道路と交差）
- スクジョメン（これらのフィヨルド支線の中で最も長く、スクジョメン橋を通る欧州自動車道路と交差）
- バランゲン

南側のオフォトフィヨルドの河口には、もう1つのフィヨルド、
南東に伸びる狭いエフィヨルド（Efjorden）があり、エフィヨルド橋は欧州自動車道路と交差している。

## 生態
オフォトフィヨルドには豊かな海洋生物が生息しており、冬には大量のニシンがフィヨルドに留まる。
これらの魚は多くのクジラやシャチを引き寄せる。
オフォトフィヨルドはアカザエビが目撃された世界最北端であり、ダイバーは時折アカザエビを観察している。
タラとシロイトダラは、年間を通じて最もよく見られる魚類であり、サバは7月から9月中旬まで見られる。
尾白鷲とカワウソは力強い繁殖を遂げ、2012年現在ではフィヨルドとその周辺でよく見られる。
カモメは一年中よく見られ、夏にはミヤコドリやアオサギなどの多くの渡り鳥が訪れる。 

## 歴史
第二次世界大戦のナルヴィクの戦いでは、オフォトフィヨルドがいくつかの海戦の舞台となり、
特にナルヴィク港の近くでは、多くの船が海底に沈んでいる。
これらはダイバーの間で非常に人気があるが、これらの沈没船の一部は戦跡保護法にて保護されている。
ドイツ海軍の駆逐艦ゲオルク・ティーレは自沈し、ストラウムスネス駅とロンバク駅間の鉄道周辺から見ることができる。 

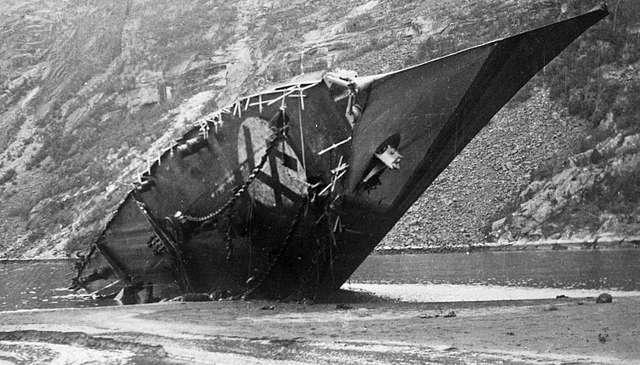
自沈したドイツ海軍駆逐艦 ベルント・フォン・アルニム